# Elgiva
Elgiva, född på 900-talet, död efter september 959, var en engelsk drottning, gift 955 med kung Edwy av England. Äktenskapet mötte motstånd eftersom en eventuell son hotade hennes svågers ställning som tronarvinge, och annullerades 958. Hon har svartmålats av propaganda författad av hennes svågers anhängare.

## Biografi
Elgivas ursprung är okänt, men hon anges ha varit släkt med kungahuset. Det finns två teorier om hennes ursprung. Enligt en teori var hon dotter till adelsmannen Ealdorman Æthelfrith av Mercia och Æthelgyth; hennes far härstammade då från Mercias kungahus och modern var brorsdotter till drottning Ealhswith.
En annan teori hävdar att hon härstammar från kung Æthelred av Wessex. I ett testamente som utfärdades 975, står testamentskrivarens bröder, Ælfweard och Æthelweard, och syster, Ælfwaru, upptagna bland arvingarna; testamentet har ofta ansetts vara Elgivas. En av bröderna, Æthelweard, var hovfunktionär 958–977 och ättling till Æthelred av Wessex. 
Båda dessa teorier anses trovärdiga, och båda kan stämma. 

### Drottning
Elgiva gifte sig med Edwy samma år han blev kung. Äktenskapet var kontroversiellt, eftersom en eventuell son hotade den dåvarande utsedda tronarvingen, Edwys bror Edgar.
Elgivas mor Æthelgyth utövade inflytande vid hovet och uppträdde tillsammans med sin dotter, då denna bevittnade dokument som drottning. I dokument från år 1000, som Life of St Dunstan, återges en historia hur Edwy lämnade en fest vid ett tillfälle för att ha samlag med både sin fru och sin svärmor i samma säng. Gästerna ska ha sänt Dunstan och biskop Cyneside för att hämta tillbaka Edwy. Edwy sände sedan Dunstan i exil på Elgivas initiativ. Det är möjligt att detta dock bara ingick i en propagandakampanj av Edgars anhängare.
År 958 ogiltigförklarades äktenskapet av ärkebiskop Oda av Canterbury på grund av släktskap genom blodsband. Oda var också känd som en av anhängarna till Edgar, som skulle förlora sin plats i tronföljden om äktenskapet resulterade i en son.
Elgiva tycks ha haft ett gott förhållande till abbot Æthelwold av Abingdon, och ett av få kända dokument Elgiva övervakade i egenskap av drottning var ett ägobrev till denne.

### Senare liv
Elgivas liv efter skilsmässan och den förre makens död år 959 är inte bekräftat, men hon identifieras med den förmögna storgodsägaren Elgiva i sydöstra England på 960-talet, som ska ha varit en släkting till Edgar. Edgar utfärdade 966 ett skyddsbrev för denna kvinna, i vilket han kallar henne släkting.
År 975 skrev godsägaren Elgiva ett testamente, som finns bevarat. Det är inte slutgiltigt bekräftat att exdrottningen Elgiva och godsägaren Elgiva är samma person, men det anses mycket troligt att det var så.